# Eduard Borisow
Eduard Walentinowicz Borisow (ros. Эдуард Валентинович Борисов, ur. 3 lutego 1934) – rosyjski bokser walczący w reprezentacji Związku Radzieckiego, olimpijczyk.

## Osiągnięcia sportowe
Wystąpił w wadze półśredniej (do 67 kg) na igrzyskach olimpijskich w 1956 w Melbourne. Przegrał pierwszą walkę z późniejszym brązowym medalistą Nicholasem Gargano z Wielkiej Brytanii.
Był mistrzem ZSRR w wadze półśredniej w 1956, wicemistrzem w tej kategorii w 1955 i brązowym medalistą w 1954.